# Marius Guyot
Pour les articles homonymes, voir Guyot.
Marius Guyot (né à Mornay le 23 janvier 1918 et mort à Gray le 25 septembre 2006) est un militaire français, Compagnon de la Libération par décret du 17 novembre 1945. Mécanicien-mitrailleur de l'Armée de l'air, il décide en 1940 de se rallier aux Forces françaises libres et participe avec elles aux combats en Afrique du nord puis en Europe. Après la guerre, il sert quelques années encore dans l'Armée de l'air avant de passer dans l'aviation civile, s'engageant pour la société Nord-Aviation qui devient plus tard l'Aérospatiale.

## Biographie

### Jeunesse et engagement
Marius Guyot naît le 23 janvier 1918 à Mornay (Côte-d'Or) dans une famille de cultivateurs. À l'âge de 17 ans, il décide de s'engager dans l'Armée et part à Rochefort où il suit les cours de l'école des apprentis-mécaniciens de l'Armée de l'air. À sa sortie d'école en 1937, il est affecté à la 54e escadre sur la base aérienne du Bourget. Promu sergent, il sert à Djibouti en 1939.

### Seconde Guerre mondiale
Toujours en poste en Afrique au début de la Seconde Guerre mondiale, Marius Guyot refuse l'armistice du 22 juin 1940 et, le 6 septembre suivant, il embarque à bord d'un Potez 29 en compagnie notamment du lieutenant Edmond Magendie. Après avoir atterri à Aden au Yémen, il passe en Égypte où il s'engage dans les Forces aériennes françaises libres à Héliopolis. Envoyé au Tchad, il arrive à Fort-Lamy en novembre. Au début de l'année 1941, il participe à la bataille de Koufra où il appuie l'avancée de la colonne Leclerc en tant que mécanicien-mitrailleur à bord d'un Westland Lysander. Dans les mois qui suivent la bataille, il effectue de nombreuses missions de reconnaissance au-dessus du Tchad. Promu sergent-chef, il se spécialise sur Martin Maryland puis est affecté, en mars 1942, au groupe de bombardement Bretagne avec lequel il participe à la guerre du désert dans le ciel de Libye. Il se distingue particulièrement lorsque, son appareil devant atterrir en catastrophe dans le Tibesti, il parvient à le réparer avec des moyens rudimentaires, permettant le redécollage et le retour à la base. Il s'illustre à nouveau en septembre 1942 quand son sens de l'observation permet, lors d'une mission de reconnaissance, de rapporter un grand nombre de photographies très précises donnant de précieux renseignements sur les positions et les mouvements ennemis. Passé sur Martin B-26 Marauder, Marius Guyot participe ensuite à des raids sur l'Afrique du nord puis en Europe, bombardant des voies de communication dans le nord de l'Italie et des batteries côtières sur les rivages français dans le cadre du débarquement de Provence puis en faisant partie du soutien aérien lors de l'attaque de la ligne gothique en septembre 1944. De décembre 1944 à mars 1945, il vole au-dessus de l'Allemagne et participe aux bombardements de la Ligne Siegfried, de ponts sur le Rhin et de dépôts de munitions en Rhénanie-Palatinat. Terminant la guerre au grade de sous-lieutenant, il totalise 2 300 heures de vol et 77 missions de combat.

### Après-guerre
Promu lieutenant en 1947, Marius Guyot, toujours affecté au groupe Bretagne, sert comme chef de piste à Thiès au Sénégal. En 1950, avec le grade de capitaine, il est muté au Groupe de transport 2/61 dont il dirige les services techniques qui sont détachés sur la base du Bourget alors que le groupe opère en Indochine. En 1954, il passe commandant et part pour la base aérienne 160 Dakar-Ouakam où il est adjoint technique puis est à nouveau chef des services techniques, cette fois sur la base aérienne 149 Maison Blanche à Alger de 1957 à 1960. À cette occasion, il effectue plus d'une vingtaine d'heures de vol au-dessus de zones d'insécurité au cours de la guerre d'Algérie. De 1960 à 1962, il est adjoint au général commandant l'école technique de l'Armée de l'air. À l'issue de cette expérience, il quitte l'armée active mais reste cependant officier de réserve, parvenant jusqu'au grade de lieutenant-colonel.
Restant dans le domaine de l'aéronautique, Marius Guyot entre à Nord-Aviation où il exerce dans un premier temps comme ingénieur de piste à Bourges. Mais, fort de son expérience dans l'aviation militaire, il est rapidement détaché à l'équipe des essais en vol avec laquelle il participe, de 1962 à 1967, aux essais du C-160 Transall, d'abord sur la base aérienne 125 Istres-Le Tubé puis au centre d'expérimentation militaire sur la Base aérienne 118 Mont-de-Marsan. Les tests du Transall terminés, il retrouve sa fonction d'ingénieur de piste à l'usine de Bourges. Il reste dans l'entreprise lorsque celle-ci fusionne pour devenir l'Aérospatiale. En 1973, il est nommé chef d'unité de fabrication, fonction qu'il exerce jusqu'à sa retraite en 1977.
Marius Guyot meurt le 25 septembre 2006 à Gray et est inhumé dans son village natal.

## Décorations
|  |  |  |  |  |  |
|  |  |  |  |  |  |
|  |  |  |  |  |  |
|  |  |  |  |  |  |
|  |  |  |  |  |  |
|  |  |  |  |  |  |
|  |  |  |  |  |  |

| Presidential Unit Citation (États-Unis)                              |                                                                      |                                                                          |                                                                          | | |
| Commandeur de la Légion d'honneur                                    | Commandeur de la Légion d'honneur                                    | Compagnon de la Libération                                               | Compagnon de la Libération                                               | Commandeur de l'ordre national du Mérite                                                                              | Commandeur de l'ordre national du Mérite                                                                              |
| Croix de guerre 1939-1945                                            | Croix de guerre 1939-1945                                            | Croix de la Valeur militaire                                             | Croix de la Valeur militaire                                             | Médaille de la Résistance française                                                                                   | Médaille de la Résistance française                                                                                   |
| Croix du combattant volontaire                                       | Croix du combattant volontaire                                       | Croix du combattant volontaire de la Résistance                          | Croix du combattant volontaire de la Résistance                          | Médaille de l'Aéronautique                                                                                            | Médaille de l'Aéronautique                                                                                            |
| Croix du combattant                                                  | Croix du combattant                                                  | Médaille coloniale Avec agrafes "Koufra", "Fezzan-Tripolitaine" et "AFN" | Médaille coloniale Avec agrafes "Koufra", "Fezzan-Tripolitaine" et "AFN" | Médaille commémorative française de la guerre 1939-1945 Avec agrafes "Afrique", "Italie", "Libération" et "Allemagne" | Médaille commémorative française de la guerre 1939-1945 Avec agrafes "Afrique", "Italie", "Libération" et "Allemagne" |
| Médaille commémorative des services volontaires dans la France libre | Médaille commémorative des services volontaires dans la France libre | Médaille commémorative de la campagne d'Italie                           | Médaille commémorative de la campagne d'Italie                           | Médaille commémorative des opérations de sécurité et de maintien de l'ordre Avec agrafe "Algérie"                     | Médaille commémorative des opérations de sécurité et de maintien de l'ordre Avec agrafe "Algérie"                     |
| Médaille d'honneur du service de santé des armées                    | Médaille d'honneur du service de santé des armées                    | Officier de l'ordre de l'Étoile noire                                    | Officier de l'ordre de l'Étoile noire                                    | Officier de l'ordre du Nichan El Anouar                                                                               | Officier de l'ordre du Nichan El Anouar                                                                               |

## Hommages
- La promotion 2009 de l'École militaire de l'air a été baptisée en son honneur.